# Sweet Noise (album)
Sweet Noise (stylizowany zapis: sweet_noise) – debiutancki album studyjny polskiej grupy muzycznej My Riot. Wydawnictwo ukazało się 13 września 2011 roku nakładem wytwórni muzycznej EMI Music Poland. Nagrania zadebiutowały na 4. miejscu zestawienia OLiS.
Album promowały teledyski do singlowych utworów „Sen” i „Sam przeciwko wszystkim” (w drugim główną rolę fabularną zagrał gościnnie polski żużlowiec Tomasz Gollob). W czerwcu 2012 miał premierę piąty teledysk – do utworu „Ból przemija”. W teledysku wystąpili m.in. Krzysztof Hołowczyc i Maciej Wisławski oraz inny kierowca rajdowy Martin Kaczmarski.

## Lista utworów
Opracowano na podstawie materiału źródłowego.
| Nr  | Tytuł utworu                                                                                                   | Długość |
| --- | --- | ------- |
| 1.  | „Sen” (gościnnie: Dominik Brzeziński)                                                                          | 3:49    |
| 2.  | „Ulice pragną” (gościnnie: Maciej „Żuk” Żebrowski, Murray Anderson)                                            | 3:51    |
| 3.  | „Łzy i potęga” (gościnnie: Tomasz „Orion” Wróblewski)                                                          | 3:58    |
| 4.  | „Sam przeciwko wszystkim” (gościnnie: Peja, Maja Konarska, Murray Anderson, Maciej „Żuk” Żebrowski)            | 4:14    |
| 5.  | „Ile znaków”                                                                                                   | 3:44    |
| 6.  | „Ból przemija” (gościnnie: Maciej „Żuk” Żebrowski, Maja Konarska, Murray Anderson)                             | 4:24    |
| 7.  | „Poison and Nektar” (gościnnie: Artur „Acioo” Nowak, Maja Konarska, Krzysztof „Zwierzak” Mil, Murray Anderson) | 3:56    |
| 8.  | „Botox” | 4:03    |
| 9.  | „Biała flaga 2010” (gościnnie: Tomasz „Orion” Wróblewski, Zbigniew Krzywański, Sheryvia Omarsdottir)           | 5:51    |
| 10. | „Congo Rain” (gościnnie: Maciej „Żuk” Żebrowski, Toshi Kasai)                                                  | 3:57    |
| 11. | „Fucked Up East”                                                                                               | 4:44    |
| 12. | „W tym mieście” (gościnnie: Śliwa)                                                                             | 3:52    |
| 13. | „Told You” | 4:10    |
| 14. | „Kiedy płyną” (gościnnie: Maja Konarska)                                                                       | 4:16    |
| 15. | „My Riot” | 4:28    |
| 16. | „End Harvest”                                                                                                  | 4:11    |
|     | | 1:07:28 |